# Škoda 14T
Škoda 14T – трамвай, призначений для столиці Чехії — Праги. 
Його виготовляли у 2005-2009 роках на заводі «Škoda Transportation».

## Дизайн
Цей трамвай є похідним від прототипу моделі Škoda 05T – п’ятисекційний низькопідлоговий трамвай, де 50% низької підлоги розташовано в другій і четвертій секціях. 
В основі кузова розташовані три візки, кожен з яких оснащений двома трифазними асинхронними двигунами, що працюють від інверторів IGBT з повітряним охолодженням. 
Трамвай має електрогідравлічне дискове гальмо, електромагнітне рейкове гальмо та тягове гальмо (з рекуперацією енергії або втратою енергії на резисторах). 
Дизайн кузова універсала розроблено студією Porsche Design. Інтер'єр обладнаний системою відеоспостереження (CCTV).
Трамвай Škoda 16T для Вроцлава був похідним від конструкції 14T , з таким самим зовнішнім виглядом, але із середнім візком замість ведучого візка
.

## Експлуатація
Трамваї Škoda 14T експлуатуються в Празі з 2006 року. Офіційна презентація першого поставленого вагона відбулася 13 грудня 2005 року, а останній із 60 замовлених вагонів був доставлений у березні 2009 року.
| Деджава | Місто | Ширина колії | Кіл-сть | Роки постачання | Нумерація перевізника |
| ------- | ----- | ------------ | ------- | --------------- | --------------------- |
| Чехія   | Прага | 1435 мм      | 60      | 2006–2009       | 9111-9170             |